# Sparta Prague Open 2011

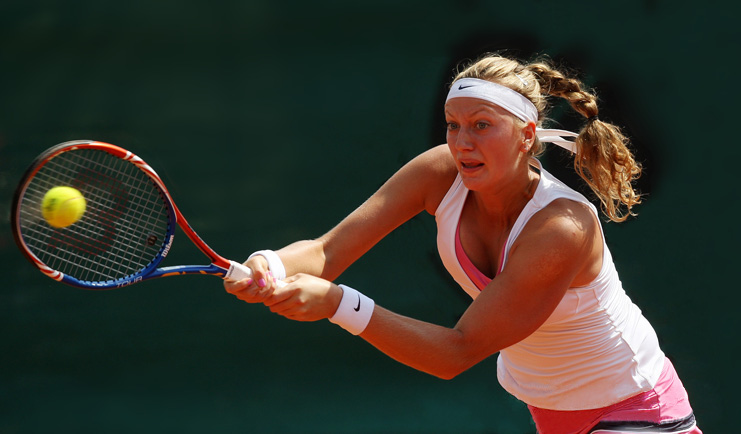
Petra Kvitová

Lo Sparta Prague Open 2011 è stato un torneo professionistico di tennis femminile giocato sulla terra rossa. È stata la 2ª edizione del torneo, che fa parte dell'ITF Women's Circuit nell'ambito dell'ITF Women's Circuit 2011. Si è giocato a Praga in Repubblica Ceca dal 7 al 15 maggio 2011.

## Partecipanti

### Teste di serie
| Nazionalità | Giocatrice           | Ranking* | Testa di serie |
| ----------- | -------------------- | -------- | -------------- |
| Rep. Ceca   | Petra Kvitová        | 19       | 1              |
| Rep. Ceca   | Klára Zakopalová     | 34       | 2              |
| Rep. Ceca   | Lucie Hradecká       | 52       | 3              |
| Slovacchia  | Magdaléna Rybáriková | 72       | 4              |
| Francia     | Mathilde Johansson   | 73       | 5              |
| India       | Sania Mirza          | 77       | 6              |
| Russia      | Ksenija Pervak       | 84       | 7              |
| Rep. Ceca   | Zuzana Ondrášková    | 87       | 8              |

- Ranking al 2 maggio 2011.

### Altre partecipanti
Giocatrici che hanno ricevuto una wild card:
- Jana Čepelová
- Gesa Focke
- Kristýna Plíšková
- Martina Pradová

Giocatrici che sono passate dalle qualificazioni:
- Marta Domachowska
- Mariana Duque
- Aleksandra Krunić
- Ahsha Rolle
- Denisa Allertová (Lucky Loser)
- Katarzyna Piter (Lucky Loser)

## Campionesse

### Singolare
Magdaléna Rybárikováha battuto in finale  Petra Kvitová con il punteggio di 6–3, 6–4

### Doppio
Petra Cetkovská /  Michaëlla Krajicek hanno battuto in finale  Lindsay Lee-Waters /  Megan Moulton-Levy con il punteggio di 6–2, 6–1